# 查某暝

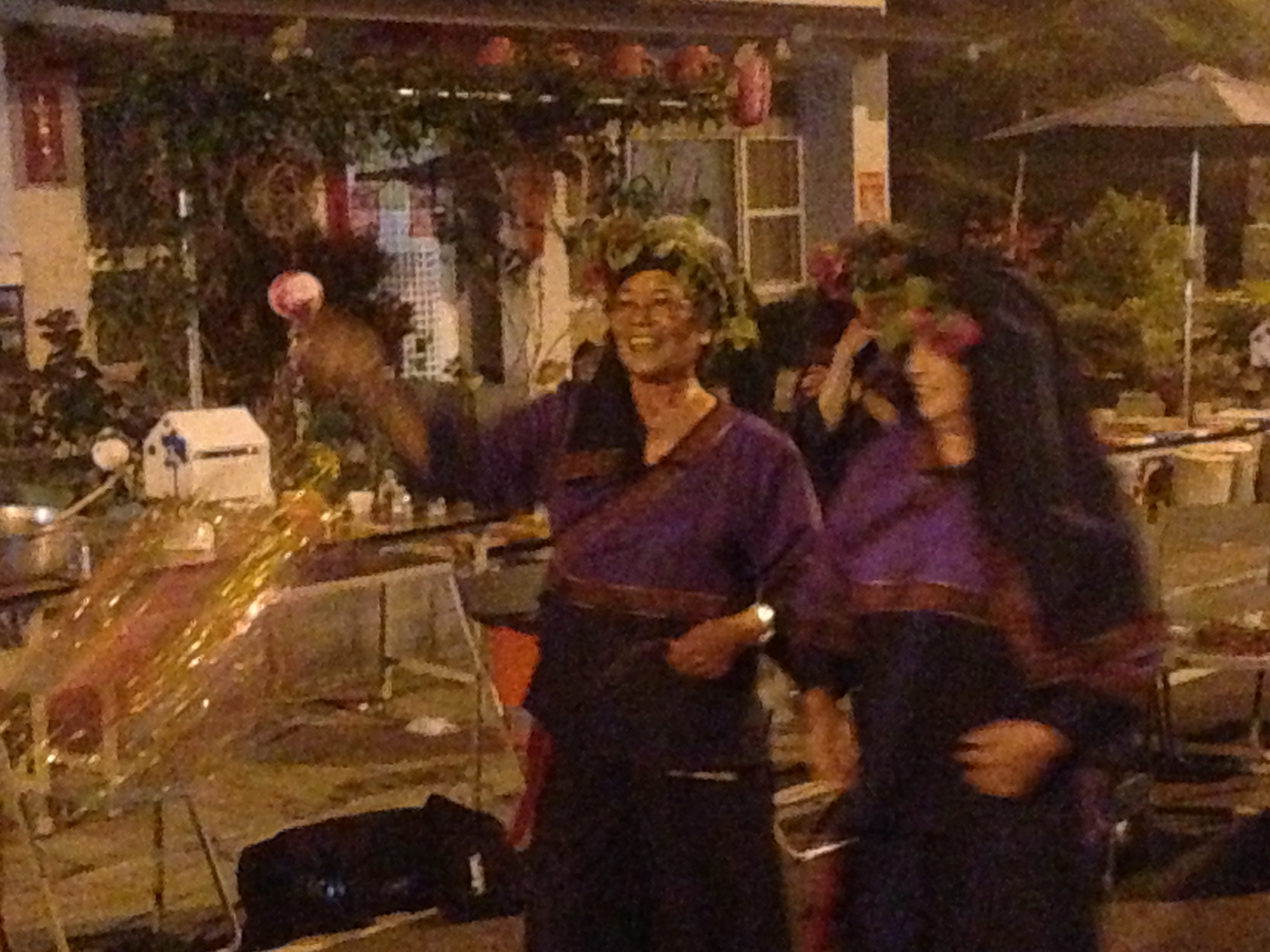
2015 年日光小林重現查某暝情形，女性耆老進行「甩菜籃」。

查某暝又稱為查某節、查某的天年，為高雄楠梓仙溪與荖濃溪上游一帶大武壠族部落的傳統節日，當晚部落女性可以盡情玩樂、調戲男性，且男性族人不可反抗或生氣，是一個以女性為主的節慶，於每年農曆元月 15 日舉行。
由於先後統治當地的日本人、漢人均非母系社會，以大武壠族為主參與的查某暝開始引起外人側目。1940 年代開始，部分當地日本國小老師或警察開始勸阻族人參與查某暝，甚至有日本國小老師體罰參加活動的女同學、受日本文化影響的男性族人開始阻止妻子參與，最後導致該節慶逐漸消失於民間。
小林村當地另有「查甫暝」，於每年農曆中秋節舉辦，是以男性為主之節慶，有男性與女性相抗衡之意味。

## 習俗
早期在小林村、阿里關等地族人會在農曆元月 15 日當日清晨，成群翻越烏山山脈，返回大武壠族的祖居地玉井，前往玉井北極殿祭祀註生娘娘，並在當晚約七、八時返回部落，準備進行以女性為主的「查某暝」。
參與查某暝的女性族人通常會特別妝扮，「頭插竹紗，盛裝、臉抹粉或自製的花生油，口嚼檳榔後嘴唇沾有紅豔『口紅』」，綁上頭巾，帶上自製的鑼鼓，在空曠處升起營火，上街敲敲打打；見到男性族人就可向他們討菸、討酒喝，或要求他們一起唱歌以取悅女性，甚至趁男人酒醉或體力不足時強脫褲子。依照習俗，查某暝當晚被女性嬉鬧的男人不可生氣或逃跑，丈夫也不可阻止妻子參加、不可吃醋，可說是部落一年之間女權最大的一夜。
查某暝當晚活動結束後，還有部分婦女私下「夜遊」的習俗；簡文敏認為這樣的習俗類似《安平縣雜記》所記載於 19 世紀末行於臺灣南部的「行大肚」，亦即「已嫁婦女元夕更闌結伴游行」。小林村當地俗諺「元宵暝，查某醒歸暝（整夜）」，便是查某暝最好的寫實。

## 各地情況

### 高雄小林村
八八風災後於高雄杉林重建的日光小林一度於 2015 年元宵夜復振查某暝。此外大滿舞團亦有舞蹈重現查某暝情形。

### 花蓮富里
花蓮富里一帶的大武壠族移民，其婦女會在元宵節當天舞龍舞獅，跟男人要紅包。